# Oculimacula yallundae
Oculimacula yallundae är en svampart som först beskrevs av Wallwork & Spooner, och fick sitt nu gällande namn av Crous & W. Gams 2003 (tidigare Pseudocercosporella herpotrichoides var. herpotrichoides, anamorf, och Tapesia yallundae, teleomorf). Oculimacula yallundae ingår i släktet Oculimacula, ordningen disksvampar, klassen Leotiomycetes, divisionen sporsäcksvampar och riket svampar. Inga underarter finns listade i Catalogue of Life. Oculimacula yallundae är en skadegörare på stråsäd, framförallt vete och kallas då för stråknäckare.